# 三塊厝 (宜蘭縣)
三塊厝，是台灣宜蘭縣壯圍鄉的一個傳統地域名稱，位於該鄉東部偏北。相較於今日行政區，其範圍大致與永鎮村相近。

## 歷史
台灣清治末期，三塊厝地區為一街庄，稱為「三塊厝庄」，隸屬於民壯圍堡。該庄東臨太平洋，南與過嶺庄為鄰，西邊為十三股庄、古亭笨庄，北邊為大福庄。
1901年（日治明治三十四年）11月，廢縣廳改設二十廳，該庄隸屬於宜蘭廳，編入第十六區。1905年（明治三十八年）7月，該區改名「民壯圍區」。1909年（明治四十二年）10月，合併二十廳為十二廳，該庄仍隸屬於宜蘭廳。1920年（大正九年），廢十二廳改設五州二廳，該庄改制為「三塊厝」大字，隸屬於臺北州宜蘭郡壯圍庄。
戰後壯圍庄改制為壯圍鄉，隸屬於臺北縣，大字亦改制為村。1950年10月，北、基、宜分治，壯圍鄉改隸屬於宜蘭縣。

## 聚落
本地區發展較早的聚落有三塊厝、六戈等，在日治期初期的官方地圖上已有記載。

## 交通
省道台2線是台灣濱海公路系統之一，其中基隆至蘇澳路段又稱為「北部濱海公路」，大致以縱向經過三塊厝地區。由該道路向北可前往頭城、貢寮、瑞芳等地，向南可前往五結、蘇澳等地。
鄉道宜8線（永美路一段）是龍潭至永鎮的道路，其東側端點位於本地區中部省道台2線路口。由此向西出境後可前往十三股北部、古亭、土圍西南部、抵美、武暖、四結、大陂龍潭並止於鄉道宜5線路口。
鄉道宜10線（順和路）是七張至過嶺的道路，其東側端點位於本地區南部邊界地帶的省道台2線路口。由此向西出邊界後可前往十三股、功勞、七張並止於縣道191號路口。